# 佐仓绫音
佐倉綾音（日语：／ Sakura Ayane，1994年1月29日—）是日本女性聲優。出生及成長於東京都。曾為I'm Enterprise旗下聲優，2022年2月1日轉屬至青二Production 。

## 人物
经历
- 剧团東俳、日本播音演技研究所出身。
- 《Dottoai广播（日语：ラジオどっとあい）》第45代主持人[3]。
- 初次主演是《食梦者玛莉》（饰演玛莉·梦魔）。

介绍
- 1994年出生，血型是B型[4][5]。
- 关于昵称（本人说）“没什么特别的”[6]。暱稱“あやねる”是由岡本信彦（《食梦者玛莉》的合演者）取自“綾音（あやね）”和“睡觉（寝る）”[6]。
- 興趣是看百合作品、读书和聽廣播節目等，特技是畫插图[注 1][8]。
- 電腦技能方面，擁有微軟MOS認證證書，也會用電腦畫插畫。
- 小時候夢想是系統工程師，但是因為覺得會早死而在升上小學五年級時放棄。
- 座右銘是「成為讓父母感到驕傲的人」[9]。
- 關於尊敬的女性曾列舉淺野真澄、花澤香菜、日笠陽子、澤城美雪。

軼事
- 在广播节目的欄目「連射測定器逆道場破り」中更新了主持人花澤香菜保持的記錄[注 2]，之後那欄目的名稱冠上了佐倉的名字[10]。另外，之後被父親說做的不對[11]。
- 在現役女高中生時代，被的節目作家（在播客的「反省会」中）說，從隨著節目放送漸漸習慣变得随意自然的談話和她本人的人物像上，感覺和她說話像在跟男高中生說話。
- 在Puzzle & Dragons生放送中承認自己是一名重課金玩家，而且已經到了聲優前輩說要收手的地步。
- 在中學以前的第一人稱是（在日本多為男性自稱），中學入學進行自我介紹的時候，一說出就被其他學校出身的男同學嘲笑，於是決定把第一人稱改成。在家裡則是自稱。
- 2013年的目標是「青春」。
- 2014年的目標是「從青春殭屍畢業」。
- 與聲優小野賢章就讀同一所中學（但是在校時間並沒有重疊）[12]。
- 2018年，與大西沙織共同獲得第12回聲優獎的助演女優賞與主持賞。

## 演出作品
※ 粗体字為主角、主要角色。

### 電視動畫
2010年
- 大神与七位伙伴（二葉）
- 我的妹妹哪有这么可爱！（女仆、电击妹、美琴）

2011年
- 魔法少女小圆（女子）
- 食梦者玛莉（玛莉·梦魔）
- 放浪男孩（長澤）
- SKET DANCE 學園救援團（女子高生、リアリティ☆マジ）
- 我們仍未知道那天所看見的花名。（店長）
- Sacred Seven（綾音）
- 蘿球社！（久井奈聖）
- 我的朋友很少（女學生、空）
- 寶石寵物 Sunshine（ナッチ）
- 便·當（女學生A）

2012年
- 要聽爸爸的話！（ルナノアール、園児、生徒）
- 機動戰士鋼彈AGE（蕾咪·魯斯）
- 星光少女 Dear My Future（大琉璃彩海）
- 其中1個是妹妹！（神凪雅）
- 女子落語（蕪羅亭魔梨威）
- 心連·情結（桐山杏）
- TARI TARI（井瀨奈央）
- Campione 弒神者！～不順從之眾神與弒神的魔王～（女學生A）
- 超譯百人一首戀歌（中宮彰子）
- 櫻花莊的寵物女孩（研究生C）
- PSYCHO-PASS心靈判官（霜月美佳）
- 爆漫王。（佐伯）
- Total Eclipse（ジゼル・アジャーニ）

2013年
- Vividred Operation（一色茜）
- 我的朋友很少NEXT（空）
- Battle Spirits Sword Eyes（コノハ）
- LoveLive!（絢瀨亞里沙）
- 星光少女 Rainbow Live（凜音）
- Aiura（簗瀨芽依）
- 戀愛研究所（榎本結子）
- 穿越幻境的太陽（心崎冬菜）
- 小鎮有你（御島明日香）
- 有頂天家族（海星）
- 蘿球社！SS（久井奈聖）
- 惡魔高校D×D NEW（加斯帕·弗拉迪）
- 悠悠哉哉少女日和（越谷夏海）
- 東京闇鴉（大連寺鈴鹿）
- IS〈Infinite Stratos〉2（克洛伊·克羅尼克）

2014年
- 未確認進行式（鹿島撫子）
- Z/X IGNITION（Type.II）
- selector infected WIXOSS（紅林遊月）
- 星刻龍騎士（西爾維亞·羅雷亞蒙）
- 請問您今天要來點兔子嗎？（保登心愛）
- 銀河騎士傳（岐神海蘊、看護師、管制官）
- 極黑的布倫希爾德（千繪）
- LoveLive!第二季（絢瀨亞里沙）
- 偽姬物語（織田光永）
- 月刊少女野崎同學（明日香）
- 精靈使的劍舞（薇爾賽莉亞·伊娃·法蘭格爾托）
- 火星異種「阿聶克斯1號篇」（艾娃·弗洛斯特）
- selector spread WIXOSS（紅林遊月）
- TRINITY SEVEN（風間雷玟）
- PSYCHO-PASS心靈判官 2（霜月美佳）
- 四月是你的謊言（澤部椿）
- （熊田一葉）

2015年
- 軍人少女！（遙少尉、魔法少女艾美露）
- 艦隊Collection -艦Colle-（長門、陸奧、川內、神通、那珂、球磨、多摩、島風）
- 銃皇無盡的法夫納（蒂亞·萊特寧格）
- 聖劍使的禁咒詠唱（卡蒂亞·艾絲柯伯納·本田）
- 關於完全聽不懂老公在說什麼的事 第2期（歲浦明子）
- 惡魔高校D×D BorN（加斯帕·弗拉迪）
- SHOW BY ROCK!!（摩亞）
- 銀河騎士傳 第九行星戰役（岐神海蘊、管制官）
- 果然我的青春戀愛喜劇搞錯了。續（一色伊呂波）
- 偽戀（小野寺春）
- 電波教師（天上院騎咲）
- 創聖機械天使LOGOS（月銀舞亞）
- Charlotte（友利奈緒）
- 悠悠哉哉少女日和 Repeat（越谷夏海、Pretty Cute）
- 那就是聲優！（沙代）
- OVERLORD（索留香·艾普西隆）
- 緋彈的亞莉亞AA（間宮明里）
- 請問您今天要來點兔子嗎？？（保登心愛）
- 受讚頌者 虛偽的假面（烏露露、薩拉娜）

2016年
- GATE 奇幻自衛隊 在彼方的土地，如斯的戰鬥 第2期（吉賽兒）
- Ragna Strike Angels（那波渚）
- 少年阿貝GO！GO！小芝麻
- 我的英雄學院（麗日御茶子）
- 飛翔的魔女（肯尼）
- Concrete Revolutio～超人幻想～ THE LAST SONG（戴維羅）
- RS計劃 -Rebirth Storage-（志水佳織）
- DAYS（橘小百合）
- SHOW BY ROCK!!SHORT!!（摩亞）
- Regalia 三聖星（蕾娜·埃斯托利亞）
- 這個美術社大有問題！（魔力緞帶）
- orange橘色奇蹟（上田莉緒）
- SHOW BY ROCK!!#（摩亞）
- 聖潔天使（愛因斯）
- GUNDAM創鬥者TRY 島上熱戰（少女）
- 魔法少女育成計劃（菈·普賽兒／岸邊颯太）
- 超自然9人組（成澤稜歌）
- ViVid Strike!（吉爾·斯托拉）
- 少女編號（舞舞）

2017年
- 漫研社～surgical friends～（幸惠、未來小海豚、小孩河童、惠惠）
- 清戀（常木耀）
- 鎖鏈戰記 ～赫克瑟塔斯之光～（菲娜）
- 我的英雄學院 第2期（麗日御茶子）
- 不正經的魔術講師與禁忌教典（葛倫〈幼少期〉）
- 阿童木起源（御茶水蘭）
- 有頂天家族2（夷川海星）
- 雛子的筆記（花園老師）
- 哆啦A夢（螞蟻(2)、緹緹）
- 戰鬥女子學園（若葉昴）
- 徒然喜歡你（梶亮子）
- 舞動青春（花岡雫）
- 猜謎王（苑原千明）
- 時間支配者（溫蒂）
- 歡迎來到實力至上主義的教室（神室真澄）
- 十二大戰（庭取）
- 寶石之國（黑鑽石）
- 奇諾之旅 -the Beautiful World- the Animated Series（蒂）

2018年
- 愛吃拉麵的小泉同學（大澤悠）
- 新幹線戰士（速杉隼人）
- BASILISK～櫻花忍法帖～（現）
- 龍王的工作！（夜叉神天衣）
- 蠟筆小新（少年）
- OVERLORD II（索留香·艾普西隆）
- 哆啦A夢（女孩子、想像君）
- 皇帝聖印戰記（蕾拉）
- 東京喰種:re（米林才子）
- ALICE OR ALICE（璃星）
- 我的英雄學院 第3期（麗日御茶子）
- 惡魔高校D×D HERO（加斯帕·弗拉迪）
- 最終休止符 -無止境的螺旋物語-（梅蒂亞）
- Lostorage conflated WIXOSS（紅林遊月）
- DARLING in the FRANXX（9'δ）
- 鬼太郎第6期（花子）
- 信長的忍者（如春尼）
- 魯邦三世 PART5（多爾瑪）
- 春原莊的管理員小姐（春原菜菜）
- BanG Dream! Girls Band Party!☆PICO（美竹蘭）
- OVERLORD III（索留香·艾普西隆）
- 寄宿學校的茱麗葉（蓮季）
- Radiant 虛空魔境（莉瑟洛蒂）
- 東京喰種:re 第2期（米林才子、瓜江〈少年〉）
- 傀儡馬戲團（法娣瑪）
- 叛逆性百萬亞瑟王（盜賊亞瑟）

2019年
- BanG Dream! 2nd Season（美竹蘭）
- 五等分的新娘（中野四葉）
- 消滅都市（菘）
- 鑽石王牌 actII（吉川春乃）
- 賢惠幼妻仙狐小姐（高圓寺）
- 哆啦A夢（夏雷二世）
- 一弦定音！（凰和紗）
- 凱洛與塔斯黛（西貝爾）
- 星光王子 KING OF PRISM -Shiny Seven Stars-（凜音）
- Radiant 虛空魔境 第2期（莉瑟洛蒂）
- BEASTARS（狐猴）
- 碧藍航線（歐根親王）
- 刺客守則（涅爾娃·馬爾堤呂）
- 我的英雄學院 第4期（麗日御茶子、柳靈子）
- PSYCHO-PASS心靈判官 3（霜月美佳）

2020年
- 黑色五葉草（小黑／塞蕾納·斯瓦羅忒爾）
- 淘氣貓2020：家有圓圓？！～我家的圓圓你知道嗎～（花咲惠美）
- BanG Dream! 3rd Season（美竹蘭）
- ID：INVADED（井波七星）
- 魔法紀錄 魔法少女小圓外傳（深月菲莉西亞）
- 空挺Dragons（卡恰）
- 成群結伴！西頓學園（鏡眼）
- 異世界四重奏2（索琉香）
- 隱瞞之事（筧亞美）
- 新櫻花大戰 the Animation（天宮櫻）
- 棒球大聯盟2nd 第2期（相樂太鳳）
- BanG Dream! Girls Band Party!☆PICO～大份～（美竹蘭）
- 果然我的青春戀愛喜劇搞錯了。完（一色伊呂波）
- Lapis Re:LiGHTs（讓葉）
- 高校之神（朴勝雅）
- 女武神的餐桌（八重櫻）
- 閃躍吧！星夢☆頻道（凜音）
- 小碧藍幻想！（克菈莉絲）
- 請問您今天要來點兔子嗎？BLOOM（保登心愛）
- 成神之日（佐藤雛）
- 在魔王城說晚安（阿拉基夫）
- 進擊的巨人 The final season（賈碧·布朗）

2021年
- SHOW BY ROCK!!STARS!!（摩亞）
- 五等分的新娘∬（中野四葉）
- 悠悠哉哉少女日和 Nonstop（越谷夏海）
- 碧藍航線 微速前進！（歐根親王）
- 我的英雄學院 第5期（麗日御茶子）
- 後空翻少年!!（栗駒亞紗乎）
- 影宅（露薏絲、露）
- 青梅竹馬絕對不會輸的戀愛喜劇（可知白草、美鈴）
- 轉生成蜘蛛又怎樣！（麻香／櫛谷麻香）
- BLUE REFLECTION RAY/澪（齋木有理）
- 女朋友 and 女朋友（佐木咲）
- 月光下的異世界之旅（巴）
- 女武神的餐桌II（八重櫻、八重凜）
- 急戰5秒殊死鬥（莉莉亞）
- 魔法紀錄 魔法少女小圓外傳 2nd SEASON -覺醒前夜-（深月菲莉西亞）
- 陰陽眼見子（二暮堂幽里亞）
- BanG Dream! Girls Band Party!☆PICO Fever!（美竹蘭）
- 新幹線戰士Z（速杉隼人）

2022年
- 自稱賢者弟子的賢者（艾瑪樂蒂、櫻之女性）
- 超異域公主連結 Re:Dive Season 2（琪愛兒）
- BanG Dream! 少女樂團派對！5週年紀念動畫 -CiRCLE THANKS PARTY!-（美竹蘭）
- BUILD DIVIDE -#FFFFFF-（帕爾哈朵菈）
- 魔法紀錄 魔法少女小圓外傳 Final SEASON -淺夢的黎明-（深月菲莉西亞）
- 女性向遊戲世界對路人角色很不友好（妹妹／瑪麗耶·馮·拉芬）
- 作為女主角！～被討厭的女主角與秘密的工作～（服部樹里）
- 愛在征服世界後（寶條闇奈／灼熱公主）
- 這個僧侶有夠煩（盜賊）
- 受讚頌者 二人的白皇（烏露露、薩拉娜）
- 影宅 -2nd Season-（露薏絲、露）
- Do It Yourself!!（暮禮）
- 我的英雄學院 第6期（麗日御茶子、柳靈子）
- 4個人各自有著自己的秘密（關根）
- 明日方舟 黎明前奏（臨光）
- 聖劍傳說 Legend of Mana -The Teardrop Crystal-（愛梅洛德）
- SPY×FAMILY間諜家家酒（費歐娜·佛洛斯特）
- BLEACH 千年血戰篇（京樂春水〈少年〉）

2023年
- 間諜教室（莎拉）
- 冰屬性男子與無表情女子（音無）
- 進擊的巨人 The Final Season 完結篇（賈碧·布朗）
- Animation x Paralympic：誰是你的英雄？（瀨立·莫妮卡）
- 阿魯斯的巨獸
- 偶像大師 灰姑娘女孩 U149（新進教練、教練、資深教練）
- 寶可夢 地平線（奧莉奧、羅伊的電海燕）
- 屍體如山的死亡遊戲（胡蝶·艾特帕特）
- 我的幸福婚約（齋森香耶）
- BanG Dream! It's MyGO!!!!!（美竹蘭）
- 五等分的新娘∽（中野四葉）
- 烈焰先鋒 救國的橘衣消防員（中村雪）
- MF GHOST 燃油車鬥魂（西園寺戀）
- 神明選拔（拉爾）
- 女朋友 and 女朋友 第2期（佐木咲）
- 16bit的感動 ANOTHER LAYER（松原）
- SPY×FAMILY間諜家家酒 Season 2（費歐娜·佛洛斯特）

2024年
- 月光下的異世界之旅 第二幕（巴
- 北海道辣妹金古錐（冬木美波）
- 愚蠢天使與惡魔共舞（天音莉莉）
- 歡迎來到實力至上主義的教室 3rd Season（神室真澄）
- 蔚藍檔案 The Animation（銀鏡伊織）
- 我的英雄學院 第7期（麗日御茶子）
- 【我推的孩子】 第2期（鮫島亞枇子）
- 身為VTuber的我因為忘記關台而成了傳說（心音淡雪、美竹蘭）
- 金剛戰神U（奈達·巴隆）
- 神明選拔 第2期（拉爾）
- MF GHOST 燃油車鬥魂 第2期（西園寺戀）
- 膽大黨（愛羅〈白鳥愛羅〉）
- 亂馬1/2（第2作）（九能小太刀）
- 五等分的新娘＊（中野四葉）

2025年
- 天久鷹央的推理病歷表（天久鷹央）
- 灰色：幻影扳機（桐花）
- SAKAMOTO DAYS 坂本日常（陸少糖）
- FARMAGIA魔農傳記（雅爾潔）
- #空帕斯2.0：陣地攻防戰（妹格妹格）
- LAZARUS 拉撒路
- 神椿市建設中。（拉普拉斯）
- Bad Girl 不良少女（西川真里萌）
- 膽大黨 第2期（愛羅〈白鳥愛羅〉）
- SPY×FAMILY間諜家家酒 Season 3（費歐娜·佛洛斯特）
- SI-VIS: The Sound of Heroes（セイレーン）
- GNOSIA（柯梅特）

2026年
- 輪迴的花瓣（ジョン・V・ノイマン）

### 剧场版动画
2010年
- 超剧场版KERORO军曹诞生！究极KERORO 奇迹的时空岛！！

2011年
- 螢火之森（竹川螢）

2012年
- 劇場版 魔法少女小圓［前篇］起始的物語／［後篇］永遠的物語（女子）
- 被狙擊的學園（新學生會女子）

2013年
- 劇場版 魔法禁書目錄 -安迪米昂的奇蹟-（雷蒂麗·坦格洛德）
- 巧克力小狗！（奈緒）

2014年
- 劇場版 星光少女 全星選拔 星光☆十強（凜音、大瑠璃彩海）

2015年
- 劇場版 PSYCHO-PASS（霜月美佳）
- 劇場版 銀河騎士傳（岐神海蘊、看護師、女性播音員、管制官）
- 劇場版星光樂園 大集合！星光☆之旅（凜音、大瑠璃彩海）
- LoveLive! 學園偶像電影（絢瀨亞里沙）
- Pokemon the movie XY 光輪的超魔神 胡巴（梅亞莉〈幼少時〉）

2016年
- 玻璃花与毀壞的世界（朵蘿西）
- 劇場版 艦隊Collection（長門、陸奧、川內、神通、那珂、島風）
- 劇場版 selector destructed WIXOSS（紅林遊月）

2017年
- 青鬼 THE ANIMATION（皆月花梨）
- 少女與戰車 最終章（第1話）（阿銀）
- 星光少男 KING OF PRISM PRIDE the HERO（凜音）
- 劇場版 TRINITY SEVEN -悠久圖書館與鍊金術少女-（風間雷玟）
- 特工次時代（靜）

2018年
- 劇場版 星光樂園&星夢頻道～閃耀紀念LIVE～（凜音、大瑠璃彩海）
- 我的英雄學院劇場版：兩個人的英雄（麗日御茶子）
- 劇場版 悠悠哉哉少女日和 Vacation（越谷夏海）
- 電影版 DRIVE HEAD ~機動救急警察~（速杉隼人(客串)）

2019年
- PSYCHO-PASS Sinners of the System Case.1 罪與罰（霜月美佳）
- PSYCHO-PASS Sinners of the System Case.2 First Guardian（霜月美佳）
- 灰色：幻影扳機 THE ANIMATION（桐花）
- 劇場版 TRINITY SEVEN -天空圖書館與緋紅的魔王-（風間雷玟）
- 普羅米亞（愛娜·阿爾德比特）
- 少女與戰車 最終章（第2話）（阿銀）
- 薄暮（ひぃちゃん）
- 劇場版 精靈寶可夢 超夢的逆襲 EVOLUTION（小甜）
- 天气之子（绫音）
- BanG Dream! FILM LIVE（美竹蘭）
- 我的英雄學院劇場版：英雄新世紀（麗日御茶子）
- 劇場版新幹線戰士：來自未來的神速ALFA-X（速杉隼人）

2020年
- 劇場版 SHIROBAKO（宮井楓）
- PSYCHO-PASS心靈判官3 FIRST INSPECTOR（霜月美佳）
- 交錯的想念（岡崎）
- 灰色：幻影扳機 THE ANIMATION Stargazer（桐花）

2021年
- 少女與戰車 最終章（第3話）（阿銀）
- 銀河騎士傳 織愛之星（岐神海蘊）
- 劇場版 BanG Dream! Episode of Roselia II：Song I am.（美竹蘭）
- 劇場編輯版 隱瞞之事 -秘密之事是什麼-（筧亞美）
- 我的英雄學院劇場版：世界英雄任務（麗日御茶子）
- BanG Dream! FILM LIVE 2nd Stage（美竹蘭）

2022年
- 劇場版 BanG Dream! Poppin'Dream!（美竹蘭）
- 電影版 DEEMO 櫻色旋律 -你所彈奏的琴音 至今仍在迴響-（Rosalia）
- 劇場版 五等分的新娘（中野四葉）
- 電影版 後空翻少年！！（栗駒亞紗乎）

2023年
- 留級魔女 風嘉與黑暗魔女（莉佳）
- 劇場版 PSYCHO-PASS心靈判官 PROVIDENCE（霜月美佳）
- 劇場版美少女戰士Cosmos（水手星光療癒師／夜天光）
- 少女與戰車 最終章（第4話）（阿銀）
- 劇場版 SPY×FAMILY CODE: White（費歐娜·佛洛斯特）

2024年
- 機動戰士GUNDAM SEED FREEDOM（トーヤ・マシマ）
- （カガリ）
- 我的英雄學院劇場版：YOU'RE NEXT（麗日御茶子）

2025年
- 遠井同學（姫野ゆり）
- 電影Idol光之美少女你與我♪ 久等了！為你送上閃耀的現場演唱會！（アマス）
- 少女與戰車 更加相親相愛作戰！（阿銀）

2026年
- KILLTUBE（玲央）

### OVA
2011年
- 巧克力小狗！（奈緒）

2014年
- 未確認進行式（鹿島撫子）※原作單行本第5卷附錄DVD
- IS〈Infinite Stratos〉2 世界清除篇（克洛伊·克羅尼克）
- 鎖鏈戰記 ～短動畫～（菲娜、冬夏）
- 悠悠哉哉少女日和（越谷夏海）※原作第7卷附贈OAD特裝版

2015年
- 惡魔高校D×D NEW（加斯帕·弗拉迪）※DX.1 限定版附BD

2016年
- 悠悠哉哉少女日和 Repeat（越谷夏海）※原作第10卷附贈OAD特裝版
- OVERLORD（索琉香·愛普史龍）
- （一色伊呂波）
- 請問您今天要來點兔子嗎？？ ～Dear My Sister～（保登心愛）

2018年
- 牽牛花與加瀨同學（加瀨友香）

2019年
- 請問您今天要來點兔子嗎？？ 〜Sing For You〜（保登心愛）

2021年
- Fate/Grand Carnival（女王梅芙）

2022年
- 悠悠哉哉少女日和 Nonstop（越谷夏海）※《悠悠哉哉少女日和 Remember》附贈OAD特裝版

### 網路動畫
2013年
- SHOW BY ROCK!!（摩亞）
- 另一個未來。（水繪優）
- Project 758（白鳥詩織）

2014年
- 早安戀味蛋糕店（望月蘭）

2021年
- 吸血鬼之愛（絆播貢）
- 寶可夢進化（希嘉娜）

2022年
- ULTRAMAN 超人力霸王（瑪雅）
- 蔚藍檔案 1.5周年紀念短篇動畫（銀鏡伊織）

2023年
- 總之就是很可愛 女子高中篇（月光輝夜）
- 黃金庭院：冬日裡的新年願望（櫻）

2024年
- Fate/Grand Order 搞不懂的藤丸立香 第2期（宫本武藏）

2025年
- 忍者蝙蝠俠VS極道聯盟（綠光是鹿〈綠光戰警〉）
- 航海王談戀愛（小山菜美）

### 短篇動畫
- CrossRoad（海帆）

### 遊戲
2011年
- 偶像誕生（宗谷咲）
- 蘿球社！（久井奈聖）
- 鎖鏈戰記（年代記的少女菲娜、吵鬧三姊妹迪耶斯、魔境嚮導艾瑪、熱心的治癒者瑪莉娜）

2012年
- 女友伴身邊（熊田一葉、心愛）
- （神凪雅、蕪羅亭魔梨威、一色茜、御島明日香、越谷夏海、心愛／保登心愛）

2013年
- 艦隊Collection -艦Colle-（長門、陸奥、島風、球磨、多摩、木曾、川内、神通、那珂）
- UNDER NIGHT IN-BIRTH Exe:Late（凜音）

2014年
- 乖離性百萬亞瑟王（盗贼亚瑟王、潘、索爾、佩里亞絲、甲斐姬、歌德芙莉特、羅恩法爾、佩格帕烏拉、瓦露多和特、羅賓漢、希爾芬、布蘭克韋恩）
- Wake Up, Girls! 舞台天使（白川美櫻）
- 小鎮有你（御島明日香）
- 解放少女 SIN LIBERATION MAIDEN（櫻木芳乃）
- FLOWERS 春篇（八重垣繪里香）
- 魔裝詠唱戰鬥之星（櫻庭芹香）
- 惡魔高校D×D NEW FIGHT（加斯帕·弗拉迪）

2015年
- 傳頌之物 虛偽的假面（烏露露、薩拉娜）
- 約會大作戰 Twin Edition 轉世凜緒（凜緒）
- 蒼之騎士團（朵兒特、加莉涅、菲娜）
- 擴散性百萬亞瑟王（盗贼亞瑟王）
- 英雄傳說 曉之軌跡（克蘿艾·巴涅特）
- 碧藍幻想（克菈利絲）
- 戰鬥女子學園（若葉昴）
- 間接之戀V（神木明日葉）
- 幻想戰記（ハイテンションな少女Ⅲ）
- FLOWERS 夏篇（八重垣繪里香）
- 魔壞神兆利翁（露榭）
- UNDER NIGHT IN-BIRTH Exe:Late[st](凜音)
- 幻影異聞錄♯FE（弓弦艾莉歐諾拉）

2016年
- PriministAr（伊林彩里）
- FLOWERS 秋篇（八重垣繪里香）
- 傳頌之物 二人的白皇（烏露露、薩拉娜）
- 請問您今天要來點兔子嗎？？ Wonderful party!（保登心愛）

2017年
- Fate/Grand Order（梅芙、宮本武藏、Assassin Paraíso）
- 消滅都市2（鈴菜）
- 白貓Project（麗妮雅·席維斯崔）
- 少女前線（97式）
- 崩壞3rd（八重櫻）
- BanG Dream! 少女樂團派對（美竹蘭）
- Shadowverse（不可思議的探求者 愛麗絲）
- 灰色：幻影扳機（獅子谷桐花）
- 夢幻之星Online2（斯特拉托斯）
- 碧藍航線（歐根親王）
- maimai MiLK（拉斯）
- FLOWERS 冬篇（八重垣繪里香）
- 百萬亞瑟王Arcana Blood（盗贼亞瑟王）
- 聖火降魔錄 英雄雲集（尤莉亞）

2018年
- #COMPASS 戰鬥神意解析系統（メグメグ）
- Sdorica -sunset-（璃/貓眼）
- 怪物彈珠（弁財天）
- 刀劍神域 奪命凶彈（紅葉）
- 閃耀幻想曲（瑪莉·夢魔、保登心愛）
- SNK Heroine: Tag Team Frenzy（盗贼亚瑟王）
- 碧藍航線（烏璐露、薩拉娜）
- 蒼翼默示錄：交叉組隊戰 (凜音)
- 永恆冒險（愛黛兒）

2019年
- 新櫻花大戰（天宫櫻）
- 超異域公主連結 Re:Dive（琪愛兒）
- 寶可夢大師（小霞）

2020年
- 曲途（梅蝶）
- UNDER NIGHT IN-BIRTH Exe:Late[cl-r]（凜音）
- 女神異聞錄5 亂戰 魅影攻手（柊 愛麗絲）
- 魔法禁书目录 幻想收束（雷蒂丽·坦格洛德、盗贼亚瑟王）
- 靈魂行者（艾芙妮爾）
- 聖火降魔錄 英雄雲集（弓弦艾莉歐諾拉、米奈娃）

2021年
- Lapis Re：LiGHTs ～這個世界的偶像會用魔法～（讓葉）
- 月姬 -A piece of blue glass moon-（馬力歐·賈羅·貝斯提諾）
- 薑餅人王國（妖狐餅乾）

2022年
- Melty Blood: TYPE LUMINA（马力欧·贾罗·贝斯提诺）
- 原神（八重神子）

2023年
- 神魔之塔（姜湘、柳生十兵衛、夏綠蒂）
- Fate/Samurai Remnant（宫本武藏）
- Fate/Grand Order（诺克娜蕾）
- 超偵探事件簿 霧雨謎宮（紀約姆＝赫爾）

2025年
- 戰雙帕彌什（潔塔薇）
- 百日战纪 -最终防卫学院-（川奈翼）
- 伊瑟（席琳絲）

### 有聲漫畫
- VOMIC （2011年，綴緣治）
- 天籟之聲的天使（日语：天使とアクト!!）（2017年，春坂成）
- 隱瞞之事（2020年，筧亞美）
- 怨靈嬌妻（日语：怨霊奥様）（2020年，二之瀨麗美）
- 請問您今天要來點兔子嗎？10週年紀念有聲漫畫（2021年，保登心愛）
- orange橘色奇蹟（2022年，上田莉緒）
- 暗號學園的伊呂波（2023年，洞之峠凍）

### 广播剧CD
- 加油啊！别消失了！！色素簿子小姐（学生）
- 双×萌 FUTAMOE 〜双子の女の子が萌え萌えで眠れないCD〜（来栖円架）
- 星刻龍騎士（西爾維亞·羅雷亞蒙）
- 擁有超常技能的異世界流浪美食家（寧利勒）
- 奮鬥吧！系統工程師 廣播劇CD（櫻坂譽）
- 魔技科的劍士與召喚魔王（天咲美櫻）
- Last game 青春角力賽（藤本詩織）
- 地獄三頭犬的日常（黑）
- 今天開始靠蘿莉吃軟飯！（丹澤千鶴）

### 广播节目
- ラジオどっとあい「佐倉綾音のかけだし、さくら前線。」（日语：ラジオどっとあい）（BBQR：2011年1月4日 - 3月29日、超!A&G+：2011年1月9日 - 4月3日）[101]
- Radio Cross（日语：Radio Cross）（超!A&G+：2011年10月18日 - 2012年9月25日）
- このラジオの中に1人、妹がいる!?（超!A&G+：2012年6月2日 - 9月29日）
- 【ガールズ落語ラジオ】 じょしらじ（音泉：2012年7月18日 - 12月26日）
- 矢作・佐倉のちょっとお時間よろしいですか（日语：矢作・佐倉のちょっとお時間よろしいですか）（超!A&G+：2012年10月3日 - 2015年9月30日）
- 佐倉綾音 Ayane*LDK（日语：佐倉綾音 Ayane*LDK）（マリン・エンタテインメント：2012年10月5日 - 2013年1月10日、超!A&G+：2013年1月13日 - 2015年1月4日）
- ビビッドレッド・ラジオペレーション（音泉、HiBiKi Radio Station：2012年12月6日 - 2013年5月30日）
- のんのんびよりうぇぶらじお のんのんだより! なのん（音泉、ランティスウェブラジオ：2013年10月1日 - 2014年2月25日）
- ご注文はラジオですか?（日语：ご注文はラジオですか?）（音泉、HiBiKi Radio Station：2014年3月26日 - 9月24日）
- ラジオ シドニアの騎士〜綾と綾音の秘密の光合成〜（音泉：2014年3月28日 - 2015年10月30日）
- 『四月』じゃないよ、『君嘘』だよ。ラジオ（音泉：2014年9月24日 - 2015年4月15日）
- のんのんびよりうぇぶらじお のんのんだより りぴーと! なのん（音泉、ランティスウェブラジオ：2015年6月30日 - 2016年1月26日）
- Charlotteラジオ 〜友利奈緒の生徒会活動日誌〜（ニコニコ生放送、音泉、HiBiKi Radio Station：2015年7月6日 - 2015年9月28日）
- Radio「緋弾のアリアAyane Ai」（音泉、HiBiKi Radio Station：2015年9月23日 - 2015年12月23日）
- ミリオンアーサーRADIO！ミリラジ！（文化放送：2015年10月2日 -）
- 佐倉としたい大西（文化放送、音泉：2016年4月9日 -）[102]

### 電影
- 電影 王樣戰隊帝王者 冒險王國（2023年，飾演 德沃尼卡）

### 特攝
2023年
- 國王戰隊帝王者（黛波妮卡）[103]

2024年
- 超人力霸王Arc（菲歐）[104]

### 電視劇
- 天久鷹央的推理病歷簿 第1集（中町由希）

## 音樂作品

### 角色歌
| 發售日   | 商品名稱                                                                  | 演唱名義 | 歌曲                                                                         | 備註                                                 |
| 2011年   | 2011年                                                                    | 2011年 | 2011年                                                                       | 2011年                                               |
| -------- | ------------------------------------------------------------------------- | --- | ---------------------------------------------------------------------------- | ---------------------------------------------------- |
| 1月26日  |                                                                           | 瑪莉·夢魔（佐倉綾音） | 「」                                                                         | 電視動畫《食夢者瑪莉》片尾曲                         |
| 1月26日  | 「」                                                                      | 瑪莉·夢魔（佐倉綾音） | 電視動畫《食夢者瑪莉》相關歌曲                                               |                                                      |
| 2012年   |                                                                           | |                                                                              |                                                      |
| 5月9日   | 要聽爸爸的話！ Blu-ray 特典CD                                             | （佐倉綾音）、（東山奈央） | 「」                                                                         | 電視動畫《要聽爸爸的話！》插入曲                     |
| 7月25日  | Heavenly Lover                                                            | 鶴真心乃枝（石原夏織）、神凪雅（佐倉綾音）、國立凜香（竹達彩奈）、天導愛菜（大龜明日香）、嵯峨良芽依（日高里菜）                                | 「Heavenly Lover」                                                           | 電視動畫《其中1個是妹妹！》片尾曲                    |
| 7月25日  | Heavenly Lover                                                            | 鶴真心乃枝（石原夏織）、神凪雅（佐倉綾音） | 「Midnight Girls Summit☆」                                                   | 網路廣播《廣播其中1個是妹妹！》主題曲                |
| 8月15日  |                                                                           | 極♨落女會 | 「」                                                                         | 電視動畫《女子落語》片頭曲                           |
| 8月15日  | 「」                                                                      | 極♨落女會 | 電視動畫《女子落語》相關歌曲                                                 |                                                      |
| 9月26日  | 其中1個是妹妹！角色歌 vol.2                                               | 神凪雅（佐倉綾音） | 「」 「」                                                                    | 電視動畫《其中1個是妹妹！》相關歌曲                  |
| 9月26日  | 女子落語 Blu-ray&DVD 第1卷特典CD                                          | 蕪羅亭魔梨威（佐倉綾音） | 「」                                                                         | 電視動畫《女子落語》相關歌曲                         |
| 12月19日 | 星光少女 美夢成真 Pretty Rhythm Song Collection Life is just a miracle    | Prizmmy☆Voice Actress | 「Life is just a miracle」                                                   | 電視動畫《星光少女 美夢成真》相關歌曲                |
| 12月19日 | 星光少女 美夢成真 Pretty Rhythm Song Collection Life is just a miracle    | Sprouts | 「Mirage JET」                                                               | 電視動畫《星光少女 美夢成真》相關歌曲                |
| 2013年   |                                                                           | |                                                                              |                                                      |
| 3月27日  | Vividred Operation Blu-ray&DVD 第1卷特典CD                                | 一色茜（佐倉綾音）、二葉葵（村川梨衣） | 「WE ARE ONE!」                                                              | 電視動畫《Vividred Operation》片尾曲                 |
| 3月27日  | Vividred Operation Blu-ray&DVD 第1卷特典CD                                | 一色茜（佐倉綾音） | 「Friend of mine」                                                           | 電視動畫《Vividred Operation》相關歌曲               |
| 4月24日  | Vividred Operation Blu-ray&DVD 第2卷特典CD                                | 一色茜（佐倉綾音）、三枝若葉（大坪由佳） | 「STEREO COLORS」                                                            | 電視動畫《Vividred Operation》片尾曲                 |
| 4月24日  | Vividred Operation Blu-ray&DVD 第2卷特典CD                                | 一色茜（佐倉綾音）、四宮向日葵（內田彩） | 「Stray Sheep Story」                                                        | 電視動畫《Vividred Operation》片尾曲                 |
| 5月29日  | Vividred Operation Blu-ray&DVD 第3卷特典CD                                | 一色茜（佐倉綾音）、二葉葵（村川梨衣）、三枝若葉（大坪由佳）、四宮向日葵（內田彩）、黑騎零（內田真禮）                                          | 「Vivid Shining Sky」                                                        | 電視動畫《Vividred Operation》片尾曲                 |
| 5月29日  | Vividred Operation Blu-ray&DVD 第3卷特典CD                                | 一色茜（佐倉綾音）、二葉葵（村川梨衣）、三枝若葉（大坪由佳）、四宮向日葵（內田彩）、黑騎零（內田真禮）                                          | 「Let's be together!!」                                                      | 電視動畫《Vividred Operation》相關歌曲               |
| 6月12日  | Aiura CHARACTER SONG♪「」                                                 | 簗瀨芽依（佐倉綾音） | 「」 「」                                                                    | 電視動畫《Aiura》相關歌曲                            |
| 6月26日  | 星光少女 彩虹舞台 Pretty Rhythm☆Solo Collection                           | 凜音（佐倉綾音） | 「Gift」                                                                     | 電視動畫《星光少女 彩虹舞台》插入曲                  |
| 8月14日  |                                                                           | 枝葉柚希（中島愛）、御島明日香（佐倉綾音）、神咲七海（高尾有希）                                                                                | 「」                                                                         | 電視動畫《小鎮有你》相關歌曲                         |
| 8月28日  | 惡魔高校D×D NEW 片尾角色歌專輯！                                          | 神祕學研究社少女 | 「」                                                                         | 電視動畫《惡魔高校D×D NEW 停止教室的吸血鬼篇》片尾曲 |
| 8月28日  | 惡魔高校D×D NEW 片尾角色歌專輯！                                          | 加斯帕·弗拉迪（佐倉綾音） | 「」                                                                         | 電視動畫《惡魔高校D×D NEW》相關歌曲                  |
| 9月18日  | 小鎮有你 角色歌專輯 Answer Songs                                          | 御島明日香（佐倉綾音） | 「」 「」                                                                    | 電視動畫《小鎮有你》相關歌曲                         |
| 9月20日  | 戀愛研究所 Blu-ray&DVD 第1卷特典CD                                        | 藤女學生會執行部 | 「」                                                                         | 電視動畫《戀愛研究所》片頭曲                         |
| 10月25日 | 戀愛研究所 Blu-ray&DVD 第2卷特典CD                                        | 藤女學生會執行部 | 「Best FriendS」                                                             | 電視動畫《戀愛研究所》片尾曲                         |
| 11月6日  |                                                                           | 宮內蓮華（小岩井小鳥）、一條螢（村川梨衣）、越谷夏海（佐倉綾音）、越谷小鞠（阿澄佳奈）                                                          | 「」                                                                         | 電視動畫《悠悠哉哉少女日和》片尾曲                   |
| 11月6日  | 一條螢（村川梨衣）、越谷夏海（佐倉綾音）                                  | 「」 | 網路廣播《》片頭曲                                                           |                                                      |
| 12月18日 | Occult Maiden 角色歌專輯                                                  | 倉橋六花（佐倉綾音） | 「」                                                                         | 遊戲《Occult Maiden》相關歌曲                        |
| 12月18日 | Occult Maiden 角色歌專輯                                                  | 土御門悠宇（早見沙織）、倉橋六花（佐倉綾音）、蓮華（日高里菜）                                                                                  | 「」                                                                         | 遊戲《Occult Maiden》相關歌曲                        |
| 2014年   |                                                                           | |                                                                              |                                                      |
| 1月29日  | 悠悠哉哉少女日和 BD、DVD第2卷特典CD                                       | 越谷夏海（佐倉綾音）、越谷小鞠（阿澄佳奈） | 「」                                                                         | 電視動畫《悠悠哉哉少女日和》相關歌曲                 |
| 3月26日  | 悠悠哉哉少女日和 BD、DVD第4卷特典CD                                       | 越谷夏海（佐倉綾音） | 「」                                                                         | 電視動畫《悠悠哉哉少女日和》相關歌曲                 |
| 4月16日  | 未確認進行式 DVD & Blu-ray Vol.2 音聲特典 角色歌CD                        | 雲雀高中學生會 | 「」                                                                         | 電視動畫《未確認進行式》相關歌曲                     |
| 4月23日  | 星光少女 彩虹舞台 Pretty Rhythm☆Music Collection DX                       | 凜音（佐倉綾音）、天羽純音（宍戶留美） | 「SEVENDAYS LOVE, SEVENDAYS FRIEND」                                         | 電視動畫《星光少女 彩虹舞台》插入曲                  |
| 5月14日  |                                                                           | 艾可（伊瀨茉莉也）、西爾維亞（佐倉綾音）、蕾貝卡（井上麻里奈）                                                                                  | 「」                                                                         | 電視動畫《星刻龍騎士》片尾曲                         |
| 5月28日  | Daydream café                                                             | Petit Rabbit's | 「Daydream café」                                                            | 電視動畫《請問您今天要來點兔子嗎？》片頭曲           |
| 5月28日  | Daydream café                                                             | Petit Rabbit's | 「」                                                                         | 電視動畫《請問您今天要來點兔子嗎？》片尾曲           |
| 6月20日  | 請問您今天要來點兔子嗎？角色歌1                                           | 心愛（佐倉綾音）、智乃（水瀨祈） | 「」                                                                         | 電視動畫《請問您今天要來點兔子嗎？》相關歌曲         |
| 6月20日  | 請問您今天要來點兔子嗎？角色歌1                                           | 心愛（佐倉綾音） | 「」                                                                         | 電視動畫《請問您今天要來點兔子嗎？》相關歌曲         |
| 6月20日  | 請問您今天要來點兔子嗎？角色歌2                                           | 心愛（佐倉綾音） | 「」                                                                         | 電視動畫《請問您今天要來點兔子嗎？》相關歌曲         |
| 6月20日  | 請問您今天要來點兔子嗎？角色歌2                                           | 心愛（佐倉綾音）、理世（種田梨沙） | 「Rabbit Hole」                                                              | 電視動畫《請問您今天要來點兔子嗎？》相關歌曲         |
| 6月20日  | 請問您今天要來點兔子嗎？BD & DVD 第1卷 初回限定版 特典CD                  | 心愛（佐倉綾音） | 「」                                                                         | 電視動畫《請問您今天要來點兔子嗎？》相關歌曲         |
| 8月6日   | 星刻龍騎士 BD、DVD第2卷特典CD                                             | 西爾維亞（佐倉綾音） | 「」                                                                         | 電視動畫《星刻龍騎士》相關歌曲                       |
| 8月25日  | 艦隊Collection -艦Colle- 艦娘想歌【貳】KanColle Vocal Collection vol.2    | 川內型輕巡洋艦 | 「」                                                                         | 遊戲《艦隊Collection》相關歌曲                       |
| 8月27日  | 請問您今天要來點兔子嗎？角色歌專輯                                        | Petit Rabbit's | 「」                                                                         | 電視動畫《請問您今天要來點兔子嗎？》相關歌曲         |
| 11月19日 | SHaVaDaVa in AMAZING♪                                                     | 由衣雷玟♡ | 「SHaVaDaVa in AMAZING♪」                                                    | 電視動畫《TRINITY SEVEN》片尾曲                      |
| 12月28日 | Z/X -Zillions of enemy X- NC DramaCD (2)「」                              | 紅之龍巫女（佐倉綾音）、藍之龍巫女（洲崎綾）、白之龍巫女（西明日香）、黑之龍巫女（早見沙織）、綠之龍巫女（今井麻美）                            | 「」                                                                         | 廣播劇CD《Z/X》相關歌曲                              |
| 2015年   |                                                                           | |                                                                              |                                                      |
| 2月14日  |                                                                           | 春香少尉（佐倉綾音） | 「」                                                                         | 電視動畫《軍人少女！》主題曲                         |
| 2月25日  | 四月是你的謊言 BD、DVD第1卷特典CD                                         | 澤部椿（佐倉綾音） | 「」                                                                         | 電視動畫《四月是你的謊言》相關歌曲                   |
| 3月25日  | 艦娘乃歌 Vol.1                                                            | 那珂（佐倉綾音） | 「」                                                                         | 電視動畫《艦隊Collection》相關歌曲                   |
| 3月25日  | 艦娘乃歌 Vol.1                                                            | 艦娘特別艦隊 | 「Let's not say "good-bye"」                                                 | 電視動畫《艦隊Collection》片尾曲                     |
| 3月25日  | trinity heaven7: MAGUS MUSIC REMIXES TECHNOBOYS PULCRAFT GREEN-FUND       | 風間雷玟（佐倉綾音） | 「SHaVaDaVa in AMAZING REMIX」                                               | 電視動畫《TRINITY SEVEN》相關歌曲                    |
| 3月28日  | 紛爭之友～軍人少女！Sound Track～                                         | 春香少尉（佐倉綾音） | 「」                                                                         | 電視動畫《軍人少女！》相關歌曲                       |
| 4月8日   | 銃皇無盡的法夫納 角色歌專輯 --                                            | 蒂亞·萊特寧格（佐倉綾音） | 「」                                                                         | 電視動畫《銃皇無盡的法夫納》相關歌曲                 |
| 4月22日  |                                                                           | Plasmagica | 「」                                                                         | 電視動畫《SHOW BY ROCK!!》片頭曲                     |
| 4月22日  | 「Close to you」                                                          | Plasmagica | 電視動畫《SHOW BY ROCK!!》相關歌曲                                           |                                                      |
| 4月29日  | 銃皇無盡的法夫納 角色歌專輯 --                                            | 蒂亞·萊特寧格（佐倉綾音） | 「Ray of bullet」                                                            | 電視動畫《銃皇無盡的法夫納》相關歌曲                 |
| 4月29日  | 銃皇無盡的法夫納 角色歌專輯 --                                            | 伊莉絲·芙蕾雅（日高里菜）、物部深月（沼倉愛美）、麗莎·海渥卡（金元壽子）、艾列拉·露（德井青空）、蓮·宮澤（內村史子）、蒂亞·萊特寧格（佐倉綾音） | 「Ray of bullet」                                                            | 電視動畫《銃皇無盡的法夫納》相關歌曲                 |
| 5月13日  | Have a nice MUSIC!!                                                       | Plasmagica | 「Have a nice MUSIC!!」                                                      | 電視動畫《SHOW BY ROCK!!》片尾曲                     |
| 5月13日  | Have a nice MUSIC!!                                                       | Plasmagica | 「Joyfulness」                                                               | 電視動畫《SHOW BY ROCK!!》相關歌曲                   |
| 6月3日   |                                                                           | Plasmagica | 「」 「」                                                                    | 電視動畫《SHOW BY ROCK!!》插入曲                     |
| 6月24日  | 【.jp限定版】SHOW BY ROCK!! 1 Solo Version 全8曲收錄迷你專輯              | 摩亞（佐倉綾音） | 「」 「」                                                                    | 電視動畫《SHOW BY ROCK!!》相關歌曲                   |
| 7月1日   |                                                                           | Petit Rabbit's | 「」                                                                         | 電視動畫《請問您今天要來點兔子嗎？》相關歌曲         |
| 7月1日   | 心愛（佐倉綾音）                                                          | 「」 |                                                                              | 電視動畫《請問您今天要來點兔子嗎？》相關歌曲         |
| 7月15日  | 乖離性百萬亞瑟王 角色歌 Vol.2 盜賊亞瑟                                    | 盜賊亞瑟（佐倉綾音） | 「STEAL MY BELIEVE」                                                         | 遊戲《乖離性百萬亞瑟王》相關歌曲                     |
| 8月12日  | 點兔DJ混音／請問您今天要來點兔子嗎？角色歌組曲                            | 心愛（佐倉綾音） | 「Daydream café（PandaBoY REMIX）」 「」 「Rabbit Hole」 「」 「」 「」 「」 | 電視動畫《請問您今天要來點兔子嗎？》相關歌曲         |
| 8月26日  | 【.jp限定版】SHOW BY ROCK!! 3 Solo Version 全8曲收錄迷你專輯              | 摩亞（佐倉綾音） | 「」 「」                                                                    | 電視動畫《SHOW BY ROCK!!》相關歌曲                   |
| 9月9日   |                                                                           | 宮內蓮華（小岩井小鳥）、一條螢（村川梨衣）、越谷夏海（佐倉綾音）、越谷小鞠（阿澄佳奈）                                                          | 「」                                                                         | 電視動畫《悠悠哉哉少女日和 Repeat》片尾曲            |
| 9月9日   | 一條螢（村川梨衣）、越谷夏海（佐倉綾音）                                  | 「」 | 網路廣播《》片頭曲                                                           |                                                      |
| 9月16日  | SHOW BY ROCK!! 完全新作Solo Project CD (4)                                | 摩亞（佐倉綾音） | 「Dramatic∞Drumstick」                                                       | 電視動畫《SHOW BY ROCK!!》相關歌曲                   |
| 9月23日  | 悠悠哉哉少女日和 Repeat 原聲帶                                            | 宮內蓮華（小岩井小鳥）、一條螢（村川梨衣）、越谷夏海（佐倉綾音）、越谷小鞠（阿澄佳奈）                                                          | 「」                                                                         | 電視動畫《悠悠哉哉少女日和 Repeat》相關歌曲          |
| 9月30日  | 偽戀：BD、DVD第4卷特典CD                                                  | 小野寺春（佐倉綾音） | 「merchen ticktack」                                                         | 電視動畫《偽戀：》片尾曲                             |
| 10月28日 | 【.jp限定版】SHOW BY ROCK!! 5 Solo Version 全8曲收錄迷你專輯              | 摩亞（佐倉綾音） | 「」 「」                                                                    | 電視動畫《SHOW BY ROCK!!》相關歌曲                   |
| 10月28日 |                                                                           | Team AA | 「」                                                                         | 電視動畫《緋彈的亞莉亞AA》片尾曲                     |
| 10月28日 | 「」                                                                      | Team AA | 電視動畫《緋彈的亞莉亞AA》相關歌曲                                           |                                                      |
| 11月11日 |                                                                           | Petit Rabbit's | 「」                                                                         | 電視動畫《請問您今天要來點兔子嗎？？》片頭曲         |
| 11月11日 | 「」                                                                      | Petit Rabbit's | 電視動畫《請問您今天要來點兔子嗎？？》片尾曲                                 |                                                      |
| 11月23日 | 電視動畫《創聖機械天使 LOGOS》O.S.T.2                                     | 月銀舞亞（佐倉綾音） | 「」                                                                         | 電視動畫《創聖機械天使 LOGOS》相關歌曲               |
| 11月25日 | 電視動畫《緋彈的亞莉亞AA》角色歌                                          | 間宮明里（佐倉綾音） | 「」                                                                         | 電視動畫《緋彈的亞莉亞AA》相關歌曲                   |
| 11月25日 | 悠悠哉哉少女日和 Repeat BD、DVD第3卷特典CD                                | 越谷夏海（佐倉綾音） | 「」                                                                         | 電視動畫《悠悠哉哉少女日和 Repeat》相關歌曲          |
| 12月25日 | 請問您今天要來點兔子嗎？？BD、DVD第1卷特典CD                              | Petit Rabbit's | 「」                                                                         | 電視動畫《請問您今天要來點兔子嗎？？》相關歌曲       |
| 12月25日 | 緋彈的亞莉亞AA Bullet.1 角色歌CD                                          | Team AA | 「」                                                                         | 電視動畫《緋彈的亞莉亞AA》相關歌曲                   |
| 12月26日 | 幻影異聞錄♯FE Fortissimo Edition / Set                                    | （水瀨祈）、（佐倉綾音） | 「」                                                                         | 遊戲《幻影異聞錄♯FE》相關歌曲                        |
| 12月29日 | 果然這個角色歌搞錯了。續                                                  | 一色伊呂波（佐倉綾音） | 「」                                                                         | 電視動畫《果然我的青春戀愛喜劇搞錯了。續》相關歌曲   |
| 2016年   |                                                                           | |                                                                              |                                                      |
| 1月6日   | 電影《玻璃花與毀壞的世界》主題曲＆插入曲CD                                | THREE | 「」                                                                         | 電影動畫《玻璃花與毀壞的世界》主題曲                 |
| 1月6日   | 電影《玻璃花與毀壞的世界》主題曲＆插入曲CD                                | 杜兒（種田梨沙）、桃樂絲（佐倉綾音） | 「」                                                                         | 電影動畫《玻璃花與毀壞的世界》插入曲                 |
| 2月17日  | 電影《玻璃花與毀壞的世界》特典CD                                          | 桃樂絲（佐倉綾音） | 「Hello!」                                                                   | 電影動畫《玻璃花與毀壞的世界》相關歌曲               |
| 2月24日  | 悠悠哉哉少女日和 Repeat BD、DVD第6卷特典CD                                | 越谷夏海（佐倉綾音）、越谷小鞠（阿澄佳奈）、富士宮木實（新谷良子）                                                                              | 「」                                                                         | 電視動畫《悠悠哉哉少女日和 Repeat》相關歌曲          |
| 2月24日  | 「劇場版約會大作戰 萬由里審判」角色歌專輯                                 | 園神凜緒（佐倉綾音） | 「Not Forget」                                                               | 電影動畫《約會大作戰 萬由里審判》相關歌曲            |
| 3月9日   | 請問您今天要來點兔子嗎？？BD、DVD第3卷特典CD                              | 心愛（佐倉綾音）、萌香（茅野愛衣） | 「Sister or Sister?」                                                        | 電視動畫《請問您今天要來點兔子嗎？？》相關歌曲       |
| 3月30日  | 受讚頌者 虛偽的假面 原聲帶                                                | 烏露露·薩拉娜（佐倉綾音） | 「」                                                                         | 電視動畫《受讚頌者 虛偽的假面》相關歌曲              |
| 4月27日  | STAR☆T                                                                    | Sirius | 「Believe in Stars」                                                         | 遊戲《戰鬥女子學園》相關歌曲                         |
| 5月18日  |                                                                           | Plasmagica | 「」 「」                                                                    | 電視動畫《SHOW BY ROCK!!》相關歌曲                   |
| 6月3日   | 「Rabbit House Tea Party 2016」活動歌曲                                   | 心愛（佐倉綾音）、智乃（水瀨祈）、理世（種田梨沙）、千夜（佐藤聰美）、紗路（內田真禮）、麻耶（德井青空）、惠（村川梨衣）                        | 「」                                                                         | 電視動畫《請問您今天要來點兔子嗎？？》相關歌曲       |
| 8月24日  |                                                                           | Plasmagica | 「」                                                                         | 電視動畫《SHOW BY ROCK!! Short!!》主題曲             |
| 8月24日  | 「Are You Studying?」                                                     | Plasmagica | 電視動畫《SHOW BY ROCK!! Short!!》相關歌曲                                   |                                                      |
| 8月24日  | 戰鬥女子學園 Character Vocal Series 01                                    | Princess | 「Pop☆Girls!」                                                               | 遊戲《戰鬥女子學園》相關歌曲                         |
| 8月27日  | 請問您今天要來點兔子嗎？？角色歌系列01 心愛                               | 心愛（佐倉綾音） | 「」 「」 「」                                                               | 電視動畫《請問您今天要來點兔子嗎？？》相關歌曲       |
| 8月31日  | SHOW BY ROCK!! BEST Vol.1                                                 | Plasmagica [摩亞（佐倉綾音）] | 「」                                                                         | 遊戲《SHOW BY ROCK!!》相關歌曲                       |
| 9月21日  | SHOW BY ROCK!! BEST Vol.2                                                 | Plasmagica [摩亞（佐倉綾音）] | 「Regret Breaker」                                                           | 遊戲《SHOW BY ROCK!!》相關歌曲                       |
| 10月5日  | My Song is YOU !!                                                         | Plasmagica | 「My Song is YOU !!」                                                        | 電視動畫《SHOW BY ROCK!!#》片尾曲                    |
| 10月5日  | My Song is YOU !!                                                         | Plasmagica | 「Hazy Twinkle」                                                             | 電視動畫《SHOW BY ROCK!!#》相關歌曲                  |
| 10月12日 |                                                                           | Plasmagica | 「」                                                                         | 電視動畫《SHOW BY ROCK!!#》片頭曲                    |
| 10月12日 | 「」                                                                      | Plasmagica | 電視動畫《SHOW BY ROCK!!#》相關歌曲                                          |                                                      |
| 11月23日 | Musica Magica                                                             | 白雪（東山奈央）、菈·普賽兒（佐倉綾音） | 「」                                                                         | 電視動畫《魔法少女育成計劃》相關歌曲                 |
| 11月30日 |                                                                           | Plasmagica | 「」 「」                                                                    | 電視動畫《SHOW BY ROCK!!#》插入曲                    |
| 12月21日 | My Resolution～～                                                         | Plasmagica | 「My Resolution～～」 「 ballade version」                                   | 電視動畫《SHOW BY ROCK!!#》插入曲                    |
| 2017年   |                                                                           | |                                                                              |                                                      |
| 1月7日   | ＊＊＊＊                                                                  | Plasmagica | 「＊＊＊＊」                                                                 | 《SHOW BY ROCK!!》相關歌曲                           |
| 1月25日  | 瞬間 Happening                                                            | 常木耀（佐倉綾音） | 「瞬間 Happening」 「」                                                      | 電視動畫《清戀》片尾曲                               |
| 2月18日  | SNOW LETTER                                                               | Plasmagica | 「SNOW LETTER」                                                              | 《SHOW BY ROCK!!》相關歌曲                           |
| 9月6日   | Afterglow 1st single「That Is How I Roll!」                               | Afterglow | 「That Is How I Roll!」 「」                                                 | 遊戲《BanG Dream!》相關歌曲                          |
| 2018年   |                                                                           | |                                                                              |                                                      |
| 1月31日  | Afterglow 2nd single「Hey-day狂騒曲(カプリチオ) 」                        | Afterglow | 「Hey-day狂騒曲(カプリチオ) 」 「Scarlet Sky」                               | 遊戲《BanG Dream!》相關歌曲                          |
| 8月22日  |                                                                           | 戶山香澄（愛美）、美竹蘭（佐倉綾音）、丸山彩（前島亞美）、湊友希那（相羽亞衣奈）、弦卷心（伊藤美來）                                            | 「」                                                                         | 電視動畫《BanG Dream! Girls Band Party!☆PICO》主題曲 |
| 8月22日  | 「」                                                                      | 戶山香澄（愛美）、美竹蘭（佐倉綾音）、丸山彩（前島亞美）、湊友希那（相羽亞衣奈）、弦卷心（伊藤美來）                                            | 遊戲《BanG Dream!》相關歌曲                                                  |                                                      |
| 8月25日  | 劇場版 悠悠哉哉少女日和 Vacation 原聲帶                                   | 宮內蓮華（小岩井小鳥）、一條螢（村川梨衣）、越谷夏海（佐倉綾音）、越谷小鞠（阿澄佳奈）                                                          | 「」                                                                         | 劇場動畫《劇場版 悠悠哉哉少女日和 Vacation》片尾曲   |
| 10月31日 |                                                                           | Afterglow | 「」 「Jamboree!Journey!」                                                   | 遊戲《BanG Dream!》相關歌曲                          |
| 11月21日 | 牽牛花與加瀨同學。 Blu-ray Flower Edition 封入特典「Special Memorial CD」 | 山田結衣（高橋未奈美）、加瀨友香（佐倉綾音） | 「以心電信」                                                                 | OVA《牽牛花與加瀨同學。》相關歌曲                    |
| 2019年   |                                                                           | |                                                                              |                                                      |
| 1月30日  |                                                                           | 中野家五姊妹 | 「」                                                                         | 電視動畫《五等分的新娘》片頭曲                       |
| 1月30日  | 「」                                                                      | 中野家五姊妹 | 電視動畫《五等分的新娘》相關歌曲                                             |                                                      |
| 2月20日  | Y.O.L.O!!!!!                                                              | Afterglow | 「Y.O.L.O!!!!!」 「COMIC PANIC!!!」                                          | 遊戲《BanG Dream!》相關歌曲                          |
| 3月16日  | BanG Dream！少女樂團派對！翻唱曲合輯 Vol.2                                | Afterglow［美竹蘭（佐倉綾音）］ | 「Redo」 「」」                                                              | 遊戲《BanG Dream!》相關歌曲                          |
| 12月12日 | 新櫻花大戰 首批限定版待典CD 「歷代歌謠集」                                | 天宮櫻（佐倉綾音）、東雲初穗（內田真禮）、望月薊（山村響）、安娜史塔西亞・帕爾馬（福原綾香）、庫拉麗絲（早見沙織）                              | 「」                                                                         | 遊戲《新櫻花大戰》片頭曲                             |
| 12月12日 | 新櫻花大戰 首批限定版待典CD 「歷代歌謠集」                                | 天宮櫻（佐倉綾音） | 「」                                                                         | 遊戲《新櫻花大戰》相關歌曲                           |

### 補充說明
1. ↑  的BLOG上載有本人畫的插畫[7]。
2. ↑  『花澤香菜のひとりでできるかな?』的「連射測定器逆道場破り」中，能獲得和記錄時間相對應的宣傳時間（綾音是獲得了210秒），結果她宣傳完還剩60秒時間都用來向花澤香菜表達愛慕?之情[10][11]。

### 组合成员
1. ↑  防波亭手寅（山本希望）、空琉美遊亭丸京（南條愛乃）、蕪羅亭魔梨威（佐仓绫音）、波浪浮亭木胡桃（小岩井小鳥）、暗落亭苦來（後藤沙緒里）
2. ↑  上葉美愛（大久保瑠美）、深山玲奈（高森奈津美）、志志美果鈴（津田美波）、大瑠璃彩海（佐仓绫音）
3. ↑  大瑠璃彩海（佐仓绫音）、深山玲奈（高森奈津美）、在恩（米澤圓）
4. ↑  莉雅絲·吉蒙里（日笠陽子）、姬島朱乃（伊藤靜）、愛西亞·阿基多（淺倉杏美）、塔城小貓（竹達彩奈）、潔諾薇亞（種田梨沙）、加斯帕·弗拉迪（佐仓绫音）
5. ↑  沼倉愛美、赤﨑千夏、水瀨祈、佐仓绫音、大地葉
6. ↑  夜之森紅緒（松井惠理子）、鹿島撫子（佐仓绫音）、末續木葉（藤田咲）
7. 1 2 3 4 5  心爱（佐仓绫音）、智乃（水濑祈）、理世（種田梨沙）、千夜（佐藤聰美）、纱路（内田真礼）
8. ↑  神通、川內、那珂（佐仓绫音）
9. ↑  風間雷玟（佐仓绫音）、倉田由衣（村川梨衣）
10. ↑  赤城（藤田咲）、加賀（井口裕香）、瑞鶴（野水伊織）、金剛（東山奈央）、島風（佐仓绫音）、吹雪（上坂堇）
11. 1 2  間宮明里（佐仓绫音）、神崎·H·亞莉亞（釘宮理惠）
12. ↑  花守由美里、種田梨沙、佐仓绫音
13. ↑  楠明日葉（田村睦心）、若葉昴（佐仓绫音）、成海遙香（雨宮天）、火向井百合（上坂堇）、朝比奈心美（原田瞳）
14. ↑  星月美紀（洲崎綾）、成海遙香（雨宮天）、若葉昴（佐仓绫音）
15. 1 2 3 4  美竹蘭（佐仓绫音）、青葉摩卡（三澤紗千香）、上原緋瑪麗（加藤英美里）、宇田川巴（日笠陽子）、羽澤鶇（金元寿子）
16. ↑  花澤香菜、竹達彩奈、伊藤美來、佐仓绫音、水瀨祈